# Eduardo Navarro Álvarez
Eduardo Navarro Álvarez (Cádiz, 14 de agosto de 1929-Madrid, 17 de marzo de 2009) fue un abogado y político falangista español, que desde el comienzo de la Transición se convirtió en el colaborador personal más cercano de Adolfo Suárez.

## Biografía
Nacido el 14 de agosto de 1929 en la andaluza ciudad de Cádiz, se quedó huérfano de padre durante la guerra civil. Licenciado en derecho en Madrid, desempeñó diversos cargos en el Sindicato Español Universitario (SEU), llegando a ejercer de inspector nacional, nombrado el 25 de septiembre de 1957 y presidente del consejo nacional de la organización. De inclinaciones joseantonianas, su conflictividad  y carácter díscolo lastraron su ascenso en el régimen franquista. Fundador del Círculo Doctrinal José Antonio.
Nombrado consejero nacional del Movimiento en enero de 1974, fue ponente del anteproyecto de base para el estatuto del régimen jurídico del derecho de asociación política. Amigo y colaborador de Adolfo Suárez, para el cual escribió buena parte de sus discursos y conferencias, fue el último vicesecretario general del Movimiento, y ejerció de subsecretario del Ministerio de la Gobernación (luego del Interior) entre 1977 y 1978.
Falleció el 17 de marzo de 2009 en Madrid.

## Distinciones
- Gran Cruz de la Orden del Mérito Civil (1970)[12]
- Gran Cruz de la Orden de Cisneros (1974)[13]
- Gran Cruz de la Orden Imperial del Yugo y las Flechas (1975)[14]
- Gran Cruz de la Orden de Isabel la Católica (1978)[15]